# CC (kot)

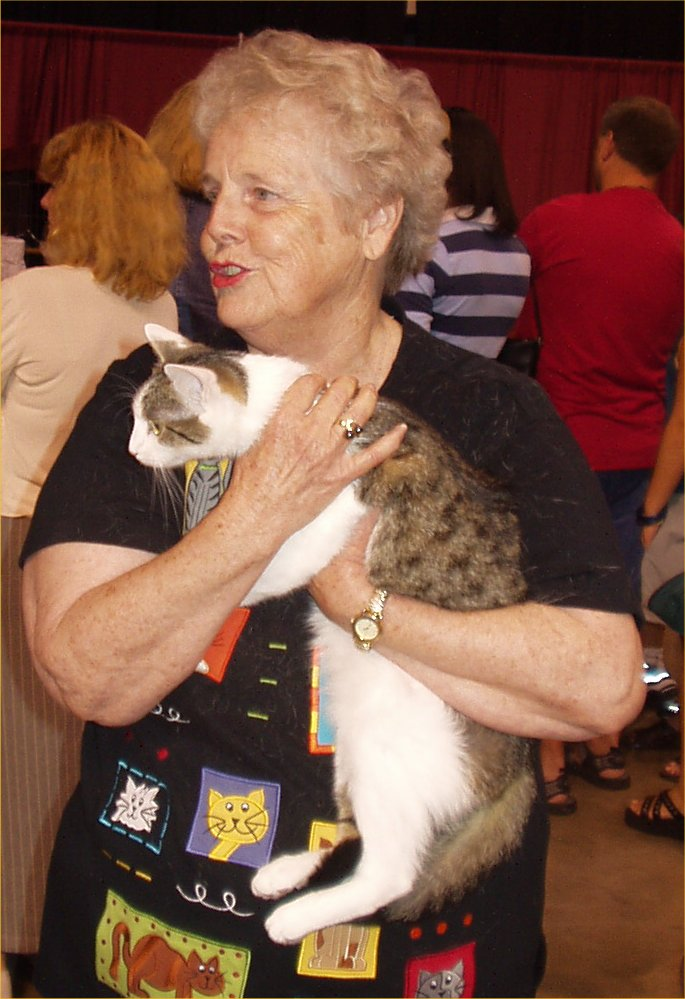
Pierwsza sklonowana kotka w wieku 2 lat, w 2003 roku, z właścicielką w College Station w Teksasie

CC – pierwsza sklonowana kotka, urodzona 22 grudnia 2001 roku. Jej imię jest skrótem od Carbon Copy albo Copy Cat. Jest pierwszym sklonowanym zwierzęciem domowym. Dawcą komórki jajowej była kotka pręgowana, dawcą materiału genetycznego krótkowłosa kotka trójbarwna o imieniu Rainbow. Do klonowania użyto metody transferu jądra, tej samej, co przy klonowaniu owcy Dolly. CC różni się nieco umaszczeniem od Rainbow, z powodu losowej aktywacji genu odpowiadającego za kolor sierści.
CC jest jedyną ocalałą kotką z 87 sklonowanych embrionów. Sukces w jej klonowaniu ogłoszono w lutym 2002. Urodziła się w College of Veterinary Medicine, w Texas A&M University. Kierownikiem projektu był dr Mark Westhusin, fundatorem zaś firma Genetic Savings & Clone, która ma zamiar czerpać zyski z klonowania zmarłych zwierząt domowych dla ich właścicieli.
Operacja CC była eksperymentem w większym projekcie zwanym Missyplicyty, mającym na celu sklonowanie psa o imieniu Missy. Jego właścicielem był John Sperling, fundator Uniwersytetu.
CC zamieszkała w domu Duane Kraemer, członka tej operacji. Zmarła 3 marca 2020 w wieku 18 lat.